# Penn & Teller Get Killed
Penn & Teller Get Killed é um filme americano de 1989, dirigido por Arthur Penn, com a célebre dupla de ilusionistas Penn & Teller. O duo interpreta a si mesmos nessa comédia de humor negro, um relato satírico do que o público imagina que ambos fazem em suas vidas cotidianas. Boa parte do roteiro envolve Penn e Teller fazendo brincadeiras e pegadinhas entre si, juntamente com a namorada de Penn, Carlotta (interpretada por Caitlin Clarke). A piada final, como implica o título do filme, tem sérias consequências para os três. Foi o último filme a ser dirigido por Arthur Penn, e recebeu críticas negativas.